# Stigmatomma crenatum
Stigmatomma crenatum es una especie de hormiga del género Stigmatomma, familia Formicidae. Fue descrita científicamente por Xu en 2001.
Se distribuye por China y Tailandia. Se ha encontrado a elevaciones de hasta 1000 metros. Vive en bosques lluviosos.